# Булыкское сельское поселение
Се́льское поселе́ние «Булыкское» (бур. Булагын hомон) — муниципальное образование в Джидинском районе Бурятии Российской Федерации.
Административный центр — село Булык.

## История
Статус и границы сельского поселения установлены Законом Республики Бурятия от 31 декабря 2004 года № 985-III «Об установлении границ, образовании и наделении статусом муниципальных образований в Республике Бурятия»

## Население
| 2002 | 2011 | 2012 | 2013 | 2014 | 2015 | 2016 |
| ---- | ---- | ---- | ---- | ---- | ---- | ---- |
| 711  | ↘652 | ↘647 | ↗650 | ↘645 | ↗653 | ↘634 |
| 2017 | 2018 | 2019 | 2020 | 2021 | 2023 | 2024 |
| ↘613 | ↘610 | ↘594 | ↘585 | ↗700 | ↘686 | ↘681 |

## Состав сельского поселения
| № | Населённый пункт | Тип населённого пункта       | Население |
| - | ---------------- | ---------------------------- | --------- |
| 1 | Баян             | село                         | ↗40       |
| 2 | Булык            | село, административный центр | ↘620      |